# Fryderyki 2015
Fryderyki 2015 – 21. edycja polskich nagród muzycznych Fryderyków, przyznawanych przez Akademię Fonograficzną (powołaną przez Związek Producentów Audio-Video), honorująca dokonania przemysłu muzycznego między 1 grudnia 2013 a 30 listopada 2014. Dwie ceremonie obyły się 23 kwietnia 2015 w Warszawie. Pierwsza, obejmująca kategorie muzyki poważnej, miała miejsce w Sali Kolumnowej Wydziału Historii Uniwersytetu Warszawskiego oraz została poprowadzona przez Piotra Polka i Andrzeja Puczyńskiego. Druga, obejmująca kategorie muzyki rozrywkowej i jazzowej, odbyła się Teatrze Polskim. Poprowadzili ją Tomasz „Tomson” Lach i Aleksander „Baron” Milwiw-Baron, a jej emisja odbyła się w TVP2.
Nagrody konkursowe zostały przyznane w 17 kategoriach (8 w sekcji muzyki rozrywkowej, 3 w sekcji muzyki jazzowej i 6 w sekcji muzyki poważnej). Najwięcej nominacji (po 5) otrzymali Artur Rojek i Łucja Szablewska-Borzykowska. Najwięcej nagród (3) zdobył zespół proMODERN. Po 2 nagrody wygrali Jerzy Zagórski, Marcin Wasilewski i Natalia Przybysz. Poza nagrodami konkursowymi zostały przyznane trzy Złote Fryderyki.

## Organizacja
24 listopada 2014 Związek Producentów Audio-Video (ZPAV) ogłosił zwiększenie liczby kategorii Fryderyków w sekcji muzyki rozrywkowej. Kategoria album roku została podzielona na kategorie gatunkowe (podobnie jak przed reformą z 2012 roku), ponadto została przywrócona kategoria teledysk roku. Przyjmowanie przez Akademię Fonograficzną zgłoszeń do Fryderyków 2015 trwało od 25 listopada do 23 grudnia 2014. Łącznie zostało zgłoszone 234 albumy muzyki rozrywkowej, 87 albumów jazzowych, 126 albumów muzyki poważnej, 266 utworów i 205 teledysków.
4 marca 2015 ZPAV ogłosił nominacje i podał laureatów Złotych Fryderyków. Równocześnie zapowiedział, że gala wręczenia nagród odbędzie się 23 kwietnia 2015 o godzinie 19 w Teatrze Polskim w Warszawie i będzie emitowana przez TVP2. 17 kwietnia 2015 organizatorzy poinformowali, że ceremonię zorganizuje agencja STX Jamboree, a jej retransmisja w TVP2 rozpocznie się o 22:15. Zostali zapowiedziani jej prowadzący: muzycy Tomasz „Tomson” Lach i Aleksander „Baron” Milwiw-Baron z zespołu Afromental, a także wykonawcy i prezenterzy. Ponadto ZPAV poinformował, że uroczystość wręczenia nagród w sekcji muzyki poważnej odbędzie się w dniu gali o godzinie 12 w Sali Kolumnowej Wydziału Historii Uniwersytetu Warszawskiego. 21 kwietnia 2015 organizatorzy zapowiedzieli, że oprawę muzyczną ceremonii muzyki rozrywkowej i jazzowej przygotuje DJ Adamus, a jej gościem specjalnym będzie Zaz. Galę muzyki poważnej poprowadzili aktor Piotr Polk i przewodniczący ZPAV Andrzej Puczyński, a rozpoczął ją występ sekstetu proMODERN.

## Przebieg

### Występy
Występy podczas gali muzyki rozrywkowej i jazzowej:

- Zaz – „Paris sera toujours Paris”, „Sous le ciel de Paris(inne języki)”
- Artur Rojek – „Syreny”
- Natalia Przybysz i Krzysztof Zalewski – „Miód”
- Ten Typ Mes – „Głupia, spięta dresiara”, „Janusz Andrzej Nowak”
- LemON i Kroke – „Fantasmagoria”
- Marcin Wasilewski Trio i Adam Bałdych – „Blue”
- Afromental – „Jezu jak się cieszę”, „Return of the Cavemen”

### Prezenterzy
Prezenterzy podczas gali muzyki rozrywkowej i jazzowej:

- Radzimir Dębski i Kayah – wręczenie nagrody w kategorii album roku rock
- Mela Koteluk i Andrzej Smolik – wręczenie nagrody w kategorii album roku elektronika / indie / alternatywa
- Dariusz Malejonek i Reni Jusis – wręczenie nagrody w kategorii album roku muzyka korzeni
- Abradab i CNE – wręczenie nagrody w kategorii album roku hip-hop
- Kasia Kowalska i Marek Hojda – wręczenie nagrody w kategorii utwór roku
- Grzegorz Halama i Olaf Deriglasoff – wręczenie nagrody w kategorii teledysk roku
- Ania Rusowicz i Wojciech Jagielski – wręczenie nagrody w kategorii fonograficzny debiut roku (muzyka rozrywkowa)
- Dorota Miśkiewicz i Mietek Szcześniak – wręczenie nagrody w kategorii album roku
- Anna Maria Jopek i Leszek Możdżer – wręczenie nagrody w kategorii artysta roku
- Anna Maruszeczko i Kuba Badach – wręczenie nagrody w kategorii fonograficzny debiut roku (muzyka jazzowa)
- Włodek Pawlik – wręczenie Złotego Fryderyka dla Janusza Muniaka
- Agnieszka Libor i Jacek Kaspszyk – wręczenie Złotego Fryderyka dla Kazimierza Korda
- Piotr Metz – przedstawienie zwycięzców w sekcji muzyki poważnej
- Natalia Kukulska i Janusz Panasewicz – wręczenie nagrody w kategorii album roku pop
- Hanna Gronkiewicz-Waltz i Tomasz Lipiński – wręczenie Złotego Fryderyka dla Lecha Janerki

## Laureaci i nominowani

### Sekcja muzyki rozrywkowej
| Utwór roku | Fonograficzny debiut roku |
| --- | --- |
| - „Miód” – Natalia Przybysz - muzyka: Natalia Przybysz i Jerzy Zagórski - słowa: Natalia Przybysz - „Beksa” – Artur Rojek - muzyka: Artur Rojek i Bartosz Dziedzic - słowa: Artur Rojek i Bartosz Dziedzic - „Nie mam dla ciebie miłości” – Skubas - muzyka: Skubas - słowa: Barbara Adamczyk - „Syreny” – Artur Rojek - muzyka: Artur Rojek i Bartosz Dziedzic - słowa: Artur Rojek, Bartosz Dziedzic i Radek Łukasiewicz - „Ślady” – Fisz Emade Tworzywo - muzyka: Emade - słowa: Fisz | - The Dumplings - Grzegorz Hyży - Maja Koman - Sara Brylewska - Sister Wood |
| Album roku pop | Album roku rock (w tym hard, metal, punk) |
| - Składam się z ciągłych powtórzeń – Artur Rojek - produkcja: Bartosz Dziedzic - 7 widoków w drodze do Krakowa – Grzegorz Turnau - produkcja: Grzegorz Turnau - Migracje – Mela Koteluk - produkcja: Marek Dziedzic - Scarlett – Lemon - produkcja: Lemon - The Escapist – Gaba Kulka - produkcja: Marcin Bors i Gaba Kulka | - Prąd – Natalia Przybysz - produkcja: Jerzy Zagórski - A morał tej historii mógłby być taki, mimo że cukrowe, to jednak buraki – Luxtorpeda - produkcja: Luxtorpeda - Głupi – Ørganek - produkcja: Tomasz Organek - Ruby Dress Skinny Dog – Curly Heads - produkcja: Daniel Walczak - The Satanist – Behemoth - produkcja: Behemoth, Wojciech i Sławomir Wiesławscy i Daniel Bergstrand |
| Album roku hip hop | Album roku elektronika / indie / alternatywa |
| - Kartagina – O.S.T.R. i Marco Polo - produkcja: Marco Bruno - Książę aka. Slumilioner – Peja i White House - produkcja: RPS/WHR - Czarna biała magia – Sokół i Marysia Starosta - produkcja: różni - Kurt Rolson – Tede - produkcja: Sir Michu - Trzeba było zostać dresiarzem – Ten Typ Mes - produkcja: Ten Typ Mes | - Mamut – Fisz Emade Tworzywo - produkcja: Emade - Brzask – Skubas - produkcja: Skubas - No Bad Days – The Dumplings - produkcja: Bartosz Szczęsny - Safari – Pustki - produkcja: Pustki, Bartosz Dziedzic i Eddie Stevens - Tęczowa swasta – Maciej Maleńczuk i Psychodancing - produkcja: Maciej Muraszko                                                                              |
| Album roku muzyka korzeni (w tym blues, country, folk, reggae) | Teledysk roku |
| - Dobry wieczór – Voo Voo - produkcja: Wojciech Waglewski - Inspired by Lutosławski – Grażyna Auguścik Orchestar - produkcja: For Tune - Kolory bluesa – Jan Kyks Skrzek i Śląska Grupa Bluesowa - produkcja: Leszek Winder - Przyznaj się – Warszawskie Combo Taneczne - produkcja: Jan Młynarski - Ten – Kroke - produkcja: Kroke i Dariusz Grela | - „Fastrygi” – Mela Koteluk - reżyseria: Tomasz Gliński - „Beksa” – Artur Rojek - reżyseria: Michał Braum - „No” – Dawid Podsiadło - reżyseria: Anna Maliszewska - „Pył” – Fisz Emade Tworzywo - reżyseria: Marek Skrzecz - „Syreny” – Artur Rojek - reżyseria: Tomasz Gliński |

### Sekcja muzyki jazzowej
| Album roku | Album roku                                                                                         |
| --- | -------------------------------------------------------------------------------------------------- |
| - Spark of Life – Marcin Wasilewski Trio - produkcja: ECM - Cat’s Dream – Rafał Sarnecki - produkcja: Rafał Sarnecki - Chord Nation – Nikola Kołodziejczyk Orchestra - produkcja: For Tune - Moderate Haste – Jacek Namysłowski Quintet - produkcja: Jacek Namysłowski Quintet - The New Tradition – Adam Bałdych i Jaron Herman - produkcja: Siggi Loch | |
| Artysta roku | Fonograficzny debiut roku                                                                          |
| - Marcin Wasilewski - Adam Bałdych - Michał Barański - Nikola Kołodziejczyk - Włodek Pawlik | - Nikola Kołodziejczyk Orchestra - Bogna Kicińska - Jacek Namysłowski - Jakub Płużek - Ola Trzaska |

### Sekcja muzyki poważnej
| Najwybitniejsze nagranie muzyki polskiej |
| --- |
| - Where Are You. Pieces from Warsaw - proMODERN - A Tribute to Krzysztof Penderecki – Threnody, Duo Concertante, Concerto Grosso, Credo - Anne-Sophie Mutter, Daniel Müller-Schott, Roman Patkoló, Arto Noras, Iwan Monighetti oraz Orkiestra Sinfonia Varsovia i Chór Filharmonii Narodowej (dyrekcja: Charles Dutoit, Valery Gergiev i Krzysztof Urbański) - Kilar/Moś/Aukso - Aukso Orkiestra Kameralna Miasta Tychy (dyrekcja: Marek Moś) - Paweł Łukaszewski: Musica Sacra 5 - Baltic Neopolis Orchestra, Cantatrix, Chór Katedry Warszawsko-Praskiej Musica Sacra, Morpheus Saxophone Ensemble, proMODERN - Warsaw Philharmonic: Weinberg Symphony No. 4 & Violin Concerto - Orkiestra Filharmonii Narodowej i Ilya Gringolts – skrzypce (dyrekcja: Jacek Kaspszyk) |
| Album roku muzyka chóralna, oratoryjna i operowa |
| - Where Are You. Pieces from Warsaw - proMODERN - Dariusz Przybylski: Passio for 12 voices - phønix16 - Grzegorz Gerwazy Gorczycki II - Aldona Bartnik, Agnieszka Ryman, Matthew Venner, Maciej Gocman, Tomáš Král, Jaromír Nosek, Wrocław Baroque Ensemble (dyrekcja: Andrzej Kosendiak) - Pasquale Anfossi: Oratorio La morte di San Filippo Neri - Anna Mikołajczyk-Niewiedział, Iwona Hossa, Agnieszka Rehlis, Rafał Bartmiński, Poznański Chór Kameralny (przygotowanie chóru: Bartosz Michałowski), Orkiestra Sinfonia Viva (dyrekcja: Tomasz Radziwonowicz) - Witold Lutosławski: Utwory wokalno-instrumentalne - Łucja Szablewska-Borzykowska, Rafał Bartmiński, Stanisław Kierner, Chór i Orkiestra Symfoniczna Filharmonii Łódzkiej im. Artura Rubinsteina (dyrekcja: Daniel Raiskin, przygotowanie chóru: Dawid Ber) |
| Album roku muzyka kameralna |
| - Paweł Łukaszewski: Musica Sacra 5 - Baltic Neopolis Orchestra, Cantatrix, Chór Katedry Warszawsko-Praskiej Musica Sacra, Morpheus Saxophone Ensemble, proMODERN - Duety niemieckie (Mendelssohn-Bartholdy, Brahms, Schumann) - Urszula Kryger – mezzosopran, Jadwiga Rappé – alt - Ewa Podleś & Garrick Ohlsson: DVD (Live at Fryderyk Chopin University) - Ewa Podleś – alt, Garrick Ohlsson – fortepian - Krzysztof Penderecki: Utwory kameralne - Maria Machowska – skrzypce, Artur Rozmysłowicz – altówka, Jan Kalinowski – wiolonczela, Roman Widaszek – klarnet, Tadeusz Tomaszewski – waltornia, Marek Szlezer – fortepian - Lutosławski, Mykietyn: String Quartets - Lutosławski Quartet (Jakub Jakowicz, Marcin Markowicz, Artur Rozmysłowicz i Maciej Młodawski) |
| Album roku muzyka symfoniczna i koncertująca |
| - Kilar/Moś/Aukso - Aukso Orkiestra Kameralna Miasta Tychy (dyrekcja: Marek Moś) - Françaix, Podkowa, Mozart – Koncerty klarnetowe - Roman Licznerski – klarnet i Sinfonietta Cracovia (dyrekcja: Szymon Bywalec) - Piotr Borkowski Conducts Marian Borkowski - Chór Akademicki Uniwersytetu Warszawskiego, Chór Katedry Warszawsko-Praskiej Musica Sacra, Krakowska Grupa Perkusyjna, Korean Chamber Orchestra, Orkiestra Akademii Muzycznej im. Fryderyka Chopina, Orkiestra i Chór Opery i Filharmonii Podlaskiej (dyrekcja: Piotr Borkowski) - Piotr Moss: D’un silence, Loneliness - Jean-Marc Fessard – klarnet, Narodowa Orkiestra Symfoniczna Polskiego Radia w Katowicach (dyrekcja: Michał Klauza), Jadwiga Rappé – alt i Narodowa Orkiestra Symfoniczna Polskiego Radia w Katowicach (dyrekcja: Jerzy Maksymiuk) - Warsaw Philharmonic: Weinberg Symphony No. 4 & Violin Concerto - Orkiestra Filharmonii Narodowej i Ilya Gringolts – skrzypce (dyrekcja: Jacek Kaspszyk) |
| Album roku recital solowy |
| - Nagrania archiwalne z lat 1974–2007 - Kaja Danczowska – skrzypce - Ad maiorem Dei gloriam – Organy Śląska Opolskiego - Michał Markuszewski – organy - Ars Organi Poloniae. Kazimierz Dolny - Julian Gembalski – organy - Bach, Gubajdulina, Franck, Penderecki, Tuchowski: Utwory na akordeon solo - Maciej Frąckiewicz – akordeon - Eugeniusz Morawski – Pieśni - Agnieszka Rehlis – mezzosopran i Tadeusz Domanowski – fortepian |
| Najlepszy album polski za granicą |
| - Grażyna Bacewicz: Symphony for String Orchestra - Ewa Kupiec – fortepian i Capella Bydgostiensis (dyrekcja: Mariusz Smolij) - A Tribute to Krzysztof Penderecki – Threnody, Duo Concertante, Concerto Grosso, Credo - Anne-Sophie Mutter, Daniel Müller-Schott, Roman Patkoló, Arto Noras, Iwan Monighetti oraz Orkiestra Sinfonia Varsovia i Chór Filharmonii Narodowej (dyrekcja: Charles Dutoit, Valery Gergiev i Krzysztof Urbański) - Agata Zubel – NOT I - Agata Zubel i Klangforum Wien (dyrekcja: Clement Power) |

### Złote Fryderyki

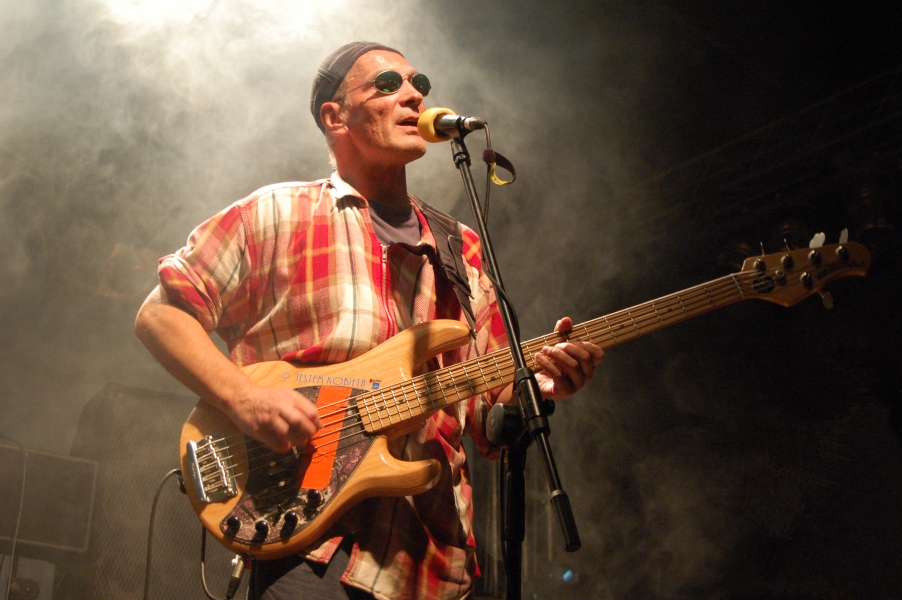
Lech Janerka, laureat Złotego Fryderyka w muzyce rozrywkowej

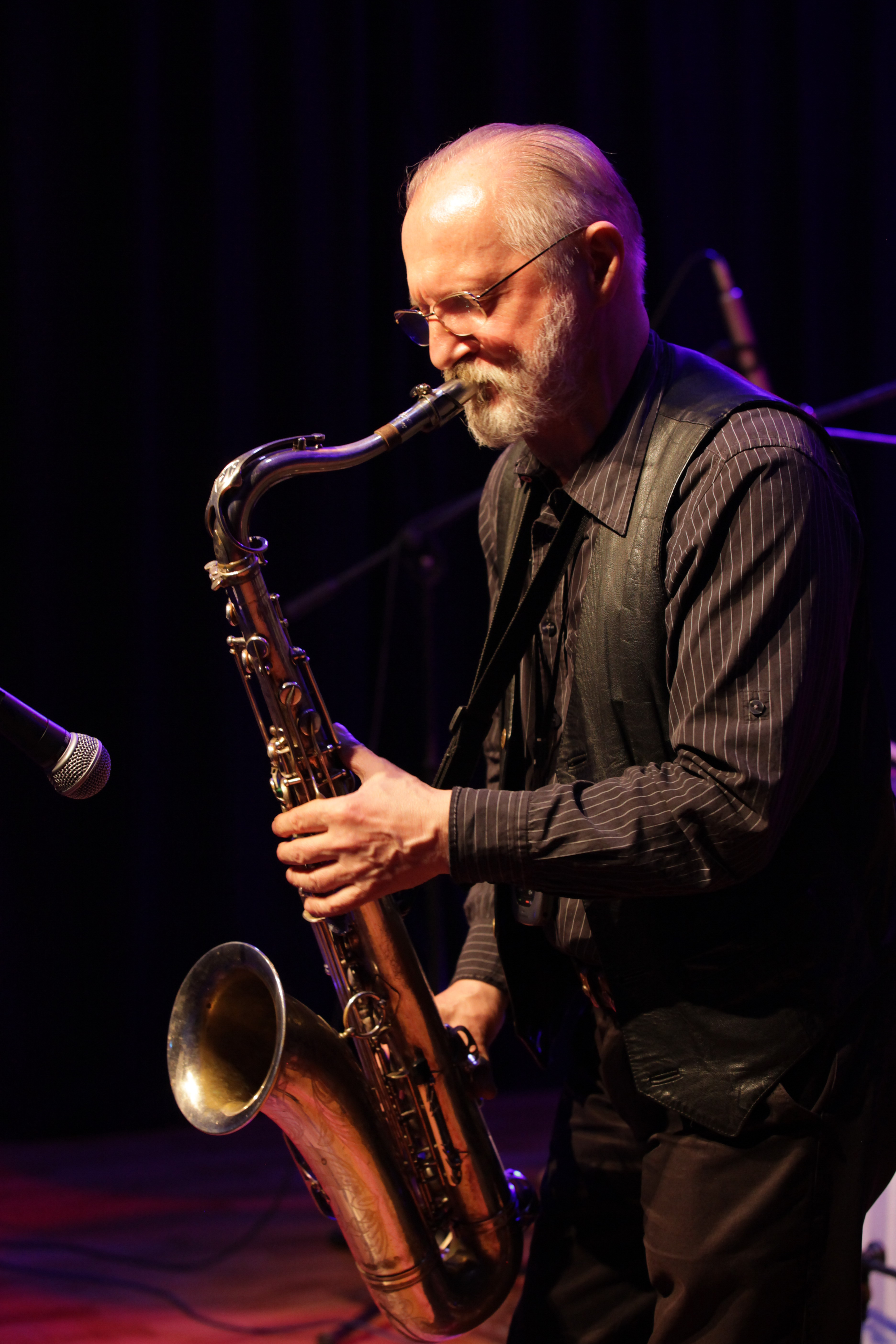
Janusz Muniak, laureat Złotego Fryderyka w muzyce jazzowej

Laureaci Złotych Fryderyków:
- Lech Janerka (muzyka rozrywkowa)
- Janusz Muniak (muzyka jazzowa)
- Kazimierz Kord (muzyka poważna)

## Statystyki
| Liczba | Osoba/zespół                                    |
| ------ | ----------------------------------------------- |
| 3      | proMODERN                                       |
| 2      | Jerzy ZagórskiMarcin WasilewskiNatalia Przybysz |

| Liczba | Osoba/zespół                                                                                  |
| ------ | --------------------------------------------------------------------------------------------- |
| 5      | Artur RojekŁucja Szablewska-Borzykowska                                                       |
| 4      | Bartosz DziedzicproMODERN                                                                     |
| 3      | Chór Katedry Warszawsko-Praskiej Musica SacraEmadeFiszFisz Emade TworzywoNikola Kołodziejczyk |